# Ostatnia płyta (album Republiki)
Ostatnia płyta – finalny album studyjny zespołu Republika wydany 23 marca 2002 roku jako dodatek do dwupłytowej kompilacji Republika.
Wydany po śmierci frontmana grupy, Grzegorza Ciechowskiego, zawiera 4 premierowe, nigdy niewydane wcześniej stare kompozycje zespołu. Utwory „Śmierć na pięć” oraz „Zielone usta” uznaje się za ostatnie single w karierze Republiki.

## Lista utworów
Sporządzono na podstawie materiału źródłowego.
1. „Śmierć na pięć” (muz. i sł. Grzegorz Ciechowski) – 3:13
2. „Zielone usta” (muz. Sławomir Ciesielski[6]sł. Grzegorz Ciechowski) – 4:04
3. „Noc wampira” (muz. Sławomir Ciesielski[7]) – 3:21
4. „Fast” (wersja robocza) (muz. Grzegorz Ciechowski i Zbigniew Krzywański[8].)  – 3:55